# Нилс Бор
Нилс Хенрик Давид Бор (на датски: Niels Henrik David Bohr) е датски физик, носител на Нобелова награда за физика за 1922 година.
Той е сред създателите на съвременната физика, със значителен принос към теорията за структурата на атома и към квантовата механика. Неговите разбирания са от решаващо значение в един възглед за микрофизиката, който продължава да се счита за стандартен и е известен като копенхагенска интерпретация.

## Биография
Роден е на 7 октомври 1885 г. в Копенхаген, Дания. Баща му е професор по физиология в Копенхагенския университет, а майка му произлиза от добре известно сред банковите, политическите и интелектуалните среди еврейско семейство. В дома им редовно се провеждат оживени дискусии по различни научни и философски въпроси. През 1908 г. завършва университета в Копенхаген. Защитава докторска дисертация през 1911 г.
Работи в Кеймбридж с Джоузеф Джон Томсън и в Манчестър с Ърнест Ръдърфорд. През 1914 – 1916 г. чете курс по математическа физика в Манчестър. Получава катедрата по теоретична физика в Копенхаген през 1916 г. Основател е на Института по теоретична физика в Копенхаген и създава там световна научна школа. Негов директор е от 1920 до 1962 г. През периода 1943 – 1945 г. работи в САЩ. Участва в проекта „Манхатън“ за създаване на атомната бомба.
Умира на 18 ноември 1962 г. в Копенхаген вследствие на сърдечен удар.

## Научни постижения
Нилс Бор създава модела на Бор, в основата на който е планетарният модел на атома, съчетан с квантови представи и предложените от него постулати. През 1923 г. въз основа на своя модел на атома той първи успява да обясни периодичната система на елементите на Менделеев. Теорията на атома на Бор обаче е непълна и вътрешно противоречива, защото механично обединява понятия и закони от класическата физика с квантови условия.
Количествено обяснение на многообразието на явленията в атомния свят дава квантовата механика, за чието същинско развитие големи заслуги имат Бор и неговият институт. Главната идея на Бор се състои в това, че заимстваните от класическата физика динамични характеристики на микрочастиците – координати, импулс, енергия, не са присъщи на самата частица. Те се разкриват във взаимните им връзки с класическите обекти, за които тези величини имат определен смисъл. В резултат е създадена обща теория, която обяснява всички процеси в микросвета в нерелативистката област и като граничен случай автоматично води до класическите закони и понятия. Поставени са и основите на релативистката теория.
През 1927 г. Бор формулира важен принцип в микрофизиката – принципа на допълнителността, а през 1936 г. – фундаменталната за ядрената физика представа за протичането на ядрените реакции, наречена модел на сложните ядра. През 1939 г. съвместно с Джон Уилър развива теорията за деленето на ядрото – процеса, при който се освобождават огромни количества ядрена енергия.
Бор създава световна научна школа. Израсналите в неговия научен институт физици работят по целия свят. Любимият му ученик и близък приятел е Лев Ландау. Бор е член на Датското кралско научно дружество, а също и на много други научни дружества и академии. Получава Нобелова награда за физика през 1922 г.

## Мирен атом
- Организира конференция „Атоми за мир“, Женева (Швейцария) (1955).[7]
- Награда „Атом за мир“ (1957).[7]

## Памет
На Нилс Бор е наречена улица в квартал „Витоша“ в София (Карта).